# Gluphisia ridenda
Gluphisia ridenda är en fjärilsart som beskrevs av Edwards 1886. Gluphisia ridenda ingår i släktet Gluphisia och familjen tandspinnare. Inga underarter finns listade i Catalogue of Life.